# Anne Ramsey
Anne Ramsey (født Anne Mobley; 27. marts 1929, død 11. august 1988) var en amerikansk teater-, tv- og filmskuespiller. Hun er mest berømt for at spille rollen som Mama Fratelli i Goonierne og Mrs. Lift, Danny DeVitos mor i Smid mor af toget.
Hendes forældre er Eleanor (født Smith) og Nathan Mobley. Hun giftede sig med skuespilleren Logan Ramsey i 1954. Ramsey fik sit gennembrud i 1970'erne og blev nomineret til en Oscar for bedste kvindelige birolle i 1988 for Smid mor af toget. Hun blev også nomineret til en Golden Globe og vandt en Saturn Award for Best Female Role for sin indsats i denne film. Ramsey vandt også Saturn Award-prisen bare et par år tidligere; dengang for Goonierne. Hun døde af spiserørskræft i 1988.